# 汉内斯·艾格纳
汉内斯·艾格纳（德語：Hannes Aigner，1989年3月19日—），德国男子皮划艇运动员。他曾代表德国参加2012年、2016年和2020年夏季奥林匹克运动会皮划艇比赛，获得二枚铜牌。